# برايان والش (لاعب هوكي الجليد)
برايان والش (بالإنجليزية: Brian Walsh)‏ هو لاعب هوكي الجليد كندي وأمريكي، ولد في 6 نوفمبر 1954 في كامبريدج في الولايات المتحدة.

## وصلات خارجية
- برايان والش على موقع EliteProspects.com (الإنجليزية)
- برايان والش على موقع HockeyDB.com (الإنجليزية)
- برايان والش على موقع Hockey-Reference.com (الإنجليزية)